# Владислав Денхоф
Владислав /Ладислаус Денхоф (на немски: Ladislaus Graf von Dönhoff; * 27 юли 1639; † 7 октомври 1683, Паркан) е балтийски германец, граф от род Дьонхоф във Варминско-Мазурско войводство в Полша, кастелан на Кулм, войвода на Померелия, шатцмайстер на Кралство Прусия, полковник (1664).

## Биография
Произлиза от полско-пруския благороднически род фон Дьонхоф. Той е син на граф Герхард Дьонхоф (1590 – 1648), полски кастелан на Данциг и войвода на Венден и Померелия, и втората му съпруга херцогиня Сибила Маргарета фон Бриг (1620 – 1657) от рода на Силезийските Пясти, дъщеря на херцог Йохан Кристиан фон Бриг (1591 – 1639) и маркграфиня на Доротея Сибила фон Бранденбург (1590 – 1625). Брат е на Йохан Фридрих (* 1 декември 1640; † 1683). Баща му е издигнат на 11 януари 1633 г. във Виена от кайзер Фердинанд II на имперски граф.
Владислав Денхоф е през 1664 г. полковник командир на пешеходен полк, след това командант на кралската охрана. През 1668 г. е кемерер, от 1677 г. кастелан на Кулм (Хелмно) и същата година войвода в Померелия, след това „шатцмайстер“ в Херцогство Прусия, от 1679 г. старост на Берент, Скаршев и Лигновски. От 1671 до 1676 г. Денхоф е народен представител в „Сейм“ за провинция Померелия. Той също е съветник на Ян III Собиески, особено по балтийски въпроси.
Владислав Денхоф участва в множество походи в граничните територии Полша-Литва и в битката при Каленберг, Виена (11 – 12 септември 1683), но загива на 7 октомври 1683 г. на бойното поле в битката при Пáркáни (Щурово), Словакия, против Османската империя. Погребан е във фамилната капела в Ясногурския манастир в Ченстохова.

## Фамилия
Владислав Денхоф се жени на 7 октомври 1683 г. в Паркан (Щурово) за Йоана Констанция Слушка (* ок. 1655; † 30 октомври 1733), дъщеря на Богуслав Юрий Слушка († 1655/1658) и Анна Потоцка († 1690/1695). Те имат децата:
- Станислав Ернест Денхоф/Ладислаус (* 7 септември 1679; † 2 август 1728), войвода в Литва (1722 – 1728), женен I. за Мария Йохана Катарина фон Дьонхоф (* 27 август 1686; † 31 октомври 1723), дъщеря на граф Ернст Дьонхоф († 1693), II. на 13/30 юли 1724 г. във Варшава за Мариа Зофия Сиениавска (* 1698/1704; † 21 май 1771)
- Тереза контеса Дьонхофовна, омъжена на 29 юли 1725 г. в Подкамиен, Ополе, Полша, за принц Йозеф Чарториски († 1 август 1750)
- син
- Йохан Фридрих фон Дьонхоф (* 1 декември 1640 – ?)
- Сибила Катарзина фон Дьонхоф(* 1641 – ?), омъжена за Пйотр Зичлински

Вдовицата му Йоана Констанция Слушка се омъжва втори път (пр. 1686) за Ернст Дьонхоф († 1693).